# Mo Youxue
Mo Youxue (Liuzhou, China, 10 de febrero de 1996) es un atleta chino, especialista en la prueba de relevos 4 x 100 m, con la que ha logrado ser subcampeón mundial en 2015.

## Carrera deportiva
En los Campeonatos Junior de 2013 celebrados en la ciudad ucraniana de Donetsk ganó el oro en los 100 metros, con un tiempo de 10.35 segundos, por delante del británico Ojie Edoburun y del cubano Reynier Mena (bronce con 10.37 segundos).
Dos años después, en el Mundial de Pekín 2015 gana la medalla de plata en los relevos 4 x 100 m, con un tiempo de 38.01 segundos, tras los jamaicanos (oro) y por delante de los canadienses (bronce), siendo sus compañeros de equipo: Xie Zhenye, Su Bingtian y Zhang Peimeng.